# Enno Walther Huth
Enno Walther Huth (Altenburg, 8 ottobre 1875 – Francoforte sul Meno, 31 maggio 1964) è stato un imprenditore tedesco, pioniere dell'industria aeronautica tedesca.

## Biografia
Huth fu il figlio del  maggiore Johann Ernst (1832–1897) e della sua consorte Emilie (1838–1921). Famiglia con tradizioni militari. Nel 1905 sposò Elsa Bachstein (1878–1968), figlia dell'imprenditore delle ferrovie Hermann Bachstein. Come ufficiale lasciò dopo 13 anni la vita militare e dal 1908 al 1912 studiò biologia. Concluse gli studi come laureandosi nel 1909, incontrò a Berlino l'aviatore francese Hubert Latham. Huth mostrò la volontà di produrre velivoli in Germania. Fondò così la "Albatros Flugzeugwerke" a Johannisthal. Successivamente produsse velivoli su licenza da un costruttore francese. Più tardi collaborò con progettisti come Ernst Heinkel o Hirth. La Albatros-Werke fornì i primi velivoli per la forza aerea tedesca. Durante la prima guerra mondiale molti velivoli e componenti furono fabbricati dalla Albatros. Huth fu un ufficiale dei servizi segreti.

## Onorificenze
Huth fu presidente della Reichsverbandes der Deutschen Luftfahrtindustrie